# (32525) 2001 OZ85
2001 OZ85 (asteroide 32525) é um asteroide da cintura principal. Possui uma excentricidade de 0.22390070 e uma inclinação de 1.52294º.
Este asteroide foi descoberto no dia 21 de julho de 2001 por LONEOS em Anderson Mesa.